# Larnaka

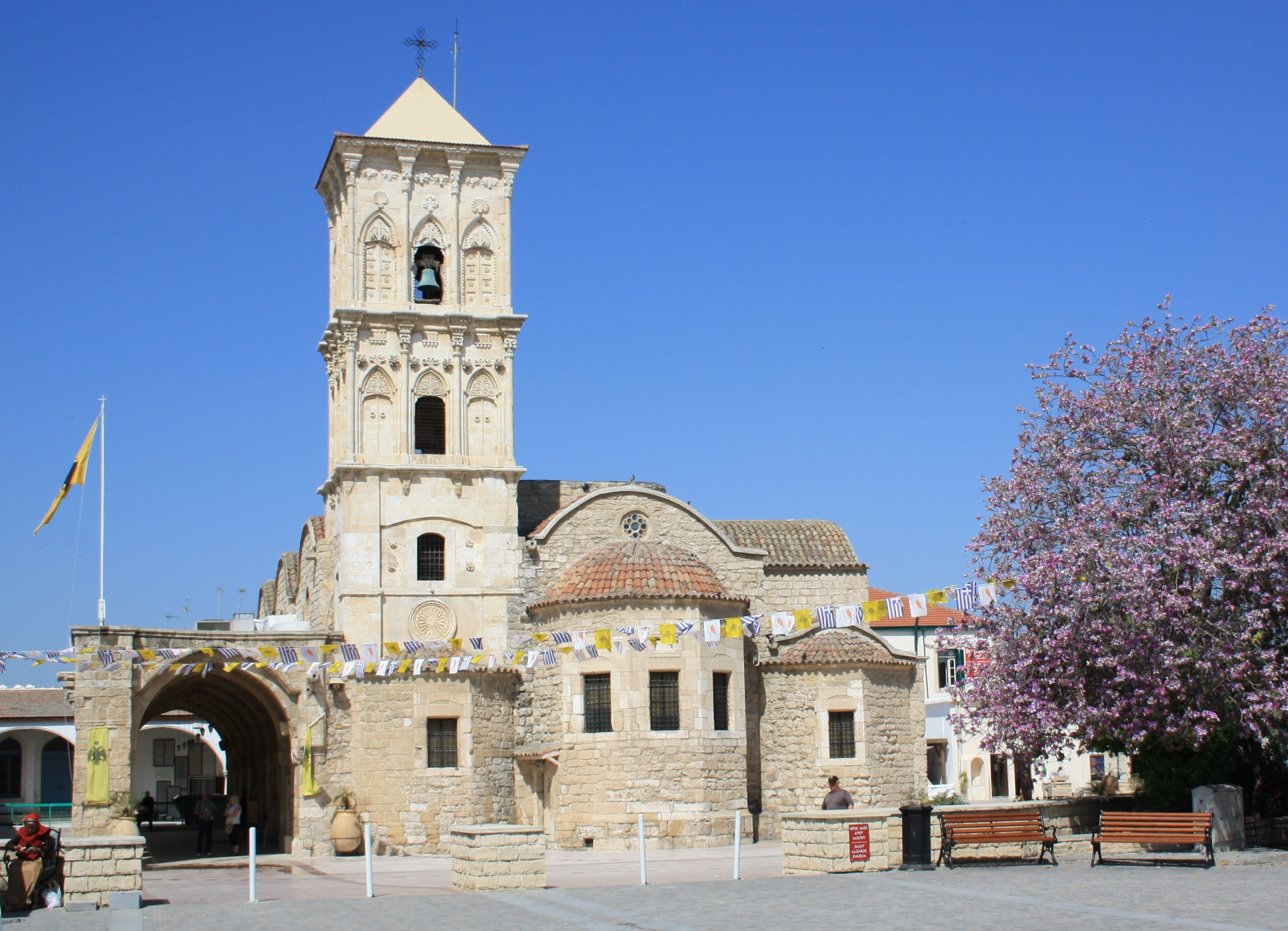
Agios-Lazaros-Kirche (2010)

Larnaka (auch Larnaca, griechisch Λάρνακα Lárnaka, veraltet Λάρναξ Lárnax, beide Formen (f. sg.), türkisch Larnaka, armenisch Լառնակա) ist eine Hafenstadt im Südosten der Mittelmeerinsel Zypern. Sie liegt im Osten des von der Republik Zypern kontrollierten Teils der Insel, hat 52.046 Einwohner (Stand: Volkszählung 2021) und ist die Hauptstadt des gleichnamigen Bezirkes. Der Name soll sich vom Begriff Larnax herleiten, wegen der Vielzahl dort aufgefundener Sarkophage.

## Geschichte
Das Stadtkönigreich Kition war eines der bedeutendsten antiken Stadtkönigreiche. Baureste reichen ins 13. Jahrhundert v. Chr. zurück. Hauptstadt war Kition beim heutigen Larnaka. Später gründeten hier Phönizier ein mächtiges Königreich.
In der Skala befanden sich ein Tempel des Melkart (Ešmun), in römischer Zeit als Asklepios oder Herakles verehrt, und der Artemis Paralia. Eine Inschrift aus diesem Tempel wurde durch Luigi Palma di Cesnola nach New York gebracht. Sie lautet:

„[… im Jahr (?) … des Königs Pumiathon (?)], des Königs von Kition und [I]dalion, Sohn des [Mil]kyaton, des Königs von Kition und [Ida]lion: Dies sind die zwei Opfergaben, d[ie] 'Abd-Eli[m], [Sohn des] 'Abd-Melqart, Sohn des ['Abd-Re]schef [dargebracht und] aufgerichtet hat für seinen Herrn […].“

Im 18. Jahrhundert wurde Larnaka zu einem Handelszentrum und Sitz europäischer Konsulate. Larnakas Bedeutung nahm nach 1974 zu, als aufgrund der türkischen Invasion der Hafen von Kyrenia und der Flughafen Nikosia geschlossen wurden.

## Grabungsgeschichte
Die Reste von Heiligtümern und Zyklopenmauern der antiken Stadt wurden seit dem 19. Jahrhundert von Archäologen freigelegt, zunächst recht planlos. Ein wichtiger Fund ist die Kition-Stele. Sie befindet sich heute im Vorderasiatischen Museum Berlin.

## Sehenswürdigkeiten
- Die Strandpromenade Phinikoudes

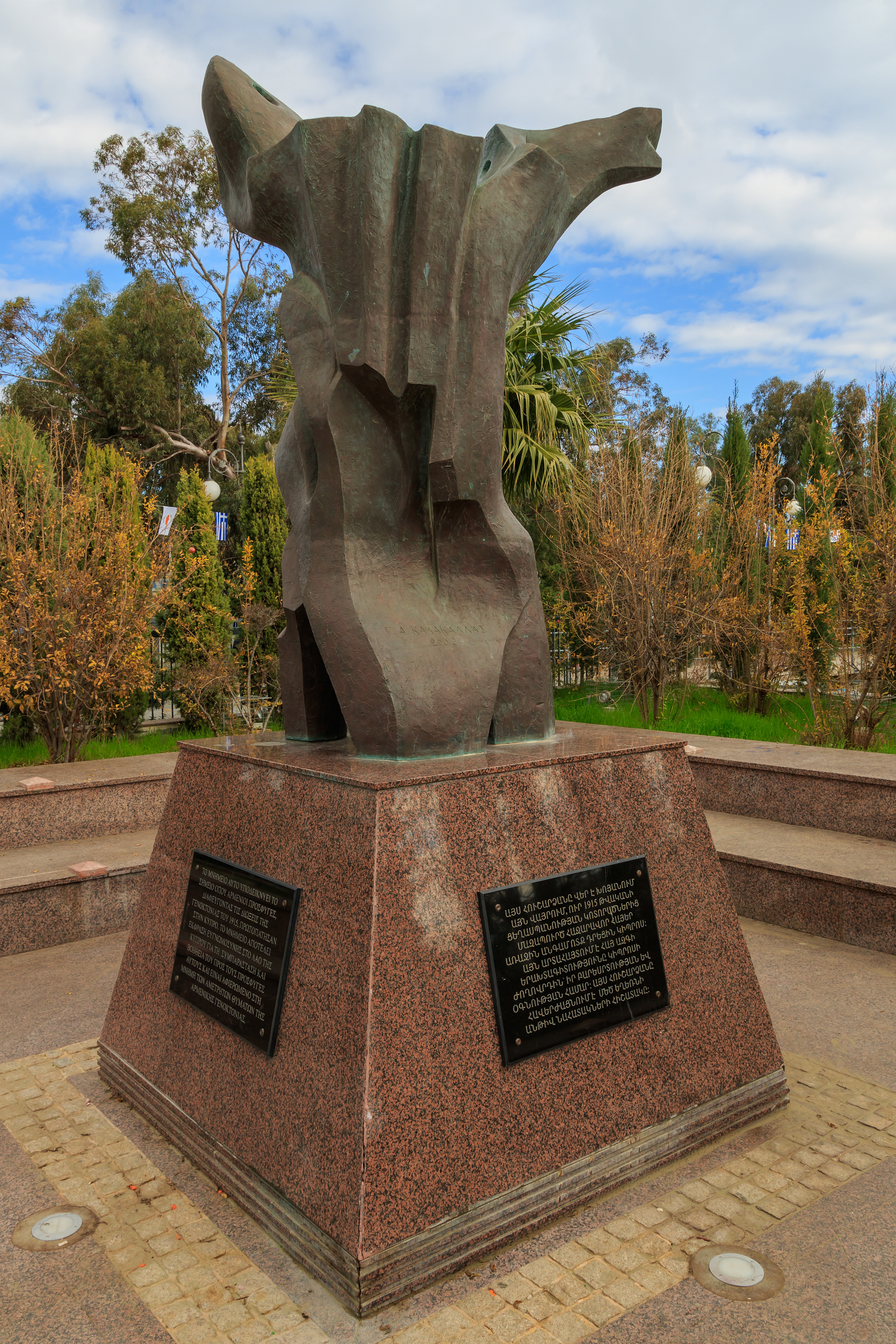
Denkmal zum osmanischen Völkermord an den Armeniern

- Das Archäologische Museum am Kalogreon-Platz
- Das Armenische Völkermord-Denkmal Larnaka an der Uferpromenade
- Das Pierides-Museum mit einer Privatsammlung zyprischer Antiken
- Das türkische Kastell wurde 1625 auf den Mauern eines venezianischen Vorgängerbaus errichtet und diente in den ersten Jahren der britischen Herrschaft als Gefängnis.
- Die Agios-Lazaros-Kirche ist eine prächtige Kirche, erbaut von Kaiser Leo VI. im neunten Jahrhundert. Acht Tage vor Ostern wird die Ikone des heiligen Lazarus, eines Bischofs von Kition, in einer Prozession durch die Straßen Larnakas getragen.
- Die Überreste der Zyklopenmauern und ein Komplex von fünf Tempeln
- Das gesunkene Wrack der Zenobia im Hafen
- Die Moschee Hala Sultan Tekke südlich der Stadt am Salzsee
- Der Bekir-Pascha-Aquädukt aus türkischer Zeit (erbaut 1746–50, bis 1963 in Betrieb)

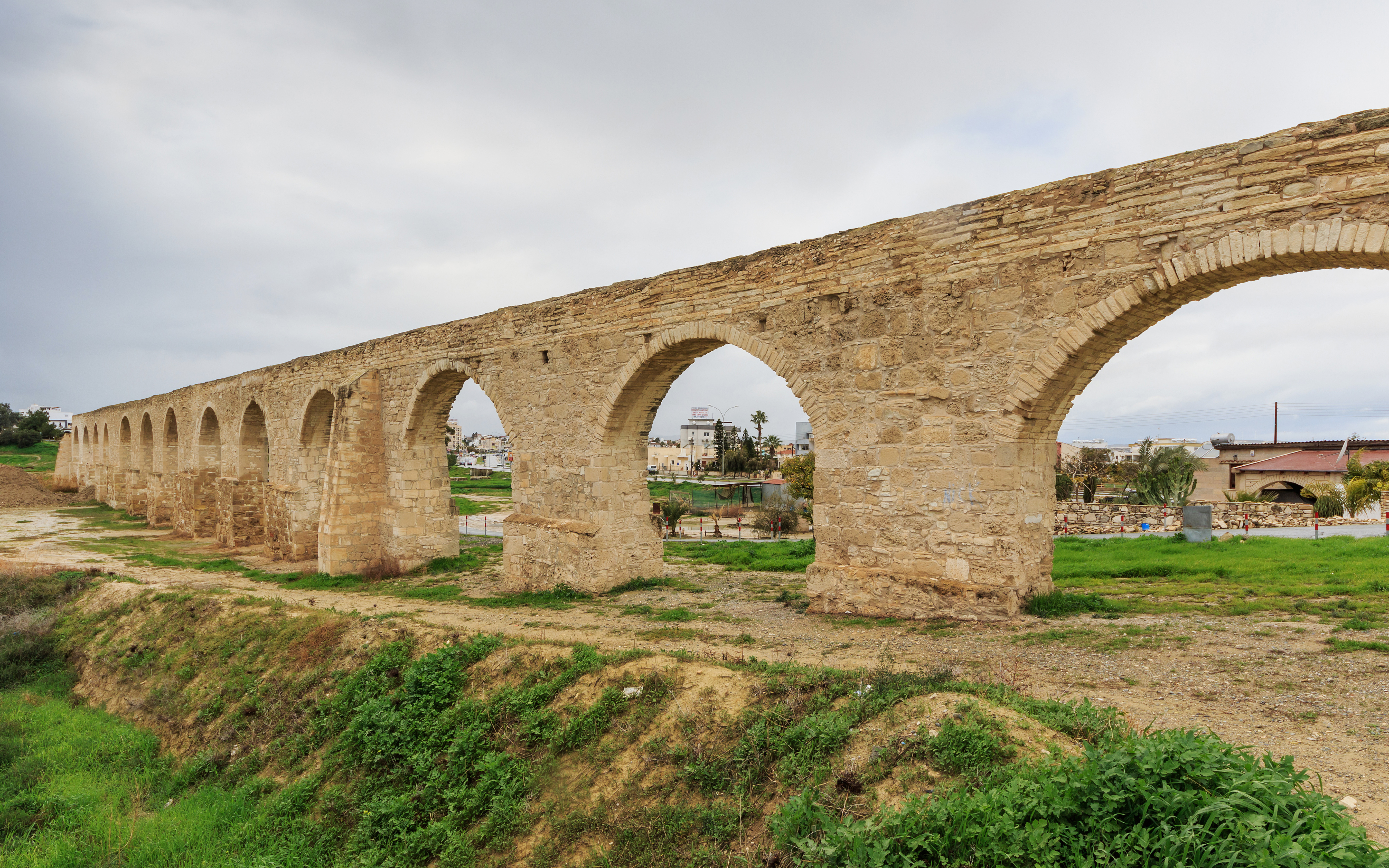
Bekir-Pascha-Aquädukt in Larnaka, erbaut 1746 bis 1750

- Die byzantinische Kirche Panagia Aggeloktisti südlich der Stadt mit einem Mosaik aus dem 6. Jahrhundert
- St.-Marienkirche, römisch-katholisch

## Religion
Gottesdienste der Kirche von Zypern, der Erzeparchie Zypern, der Armenischen Apostolischen Kirche, der Römisch-katholischen Kirche und einiger anderer christlicher Konfessionen werden angeboten. Im Jahr 2005 wurde die erste Synagoge der Republik Zypern eröffnet.

## Verkehr
Der Hafen von Larnaka liegt unmittelbar östlich des Stadtkernes.
Der Flughafen Larnaka (Larnaka International Airport) ist der wichtigste internationale Flughafen der Republik Zypern. Er liegt etwa fünf Kilometer von der Stadtmitte und etwa 40 Kilometer von Zyperns Hauptstadt Nikosia entfernt. Im November 2009 wurde ein neues Terminal eröffnet, welches das alte ersetzte.

## Kunst
Seit 2018 ist die Stadt Sitz der Larnaca Biennale. Die erste Biennale zog über 22.000 Besucher an. Die folgende Ausstellung wurde wegen der Corona-Krise im Jahre 2020 auf 2021 verschoben und zeigt Kunstwerke im Pierides-Museums und der Larnaca Municipal Art Gallery.

## Söhne und Töchter der Stadt
- Heimat von Lazarus, der nach der Legende, nachdem er von Jesus Christus wieder zum Leben erweckt worden war, der erste Bischof von Kition wurde
- Zenon (um 333/332 v. Chr. – 262/261 v. Chr.), Philosoph, der die Schule der Stoa begründete
- Persaios (um 305 v. Chr. – um 243 v. Chr.), Philosoph und Politiker
- Muhammad Nazim Adil al-Qubrusi al-Haqqani (1922–2014), islamischer Mystiker
- Garo Yepremian (1944–2015), American-Football-Spieler
- Anna Vissi (* 1957), Pop-Sängerin
- Kudret Özersay (* 1973), türkisch-zyprischer Politiker
- Yiannakis Okkas (* 1977), Fußballspieler
- Maria Panagiotou (* 1982), Politikerin, Landwirtschaftsministerin
- Paraskevas Christou (* 1984), Fußballspieler
- Andreas Avraam (* 1987), Fußballspieler
- Nektaria Panagi (* 1990), Weitspringerin
- Tio Ellinas (* 1992), Autorennfahrer
- Chrystalleni Trikomiti (* 1993), Turnerin
- Dinos Lefkaritis (* 1995), Skirennläufer
- Petros Chrysochos (* 1996), Tennisspieler
- Natalia Christofi (* 1997), Hürdenläuferin
- Dafni Georgiou (* 1999), Hürdenläuferin
- Valentina Savva (* 2005), Hammerwerferin

## Städtepartnerschaften
Larnaka unterhält Partnerschaften mit folgenden Städten:
- Poti in Georgien, seit 1987
- Haringey in London, Vereinigtes Königreich, seit 1987
- Glyfada in Griechenland, seit 1988
- Ajaccio auf Korsika, Frankreich, seit 1989
- Bratislava in der Slowakei, seit 1989[5]
- Larisa in Griechenland, seit 1990
- Nowosibirsk in Russland, seit 1993
- Szeged in Ungarn, seit 1993
- Sarandë in Albanien, seit 1994
- Piräus in Griechenland, seit 1995
- Leros in Griechenland, seit 2000
- Ilioupoli in Griechenland, seit 2000
- Marrickville in Australien, seit 2007
- Wladimir in Russland, seit 2012[6]

## Klimatabelle
|                       | Jan  | Feb  | Mär  | Apr  | Mai  | Jun  | Jul  | Aug  | Sep  | Okt  | Nov  | Dez  |   |       |
| Mittl. Tagesmax. (°C) | 16,4 | 16,8 | 18,7 | 22,4 | 26,1 | 29,9 | 32,2 | 32,4 | 30,6 | 27,5 | 22,3 | 18,3 | ⌀ | 24,5  |
| Mittl. Tagesmin. (°C) | 7,2  | 7,0  | 8,2  | 11,4 | 15,2 | 19,0 | 21,6 | 21,6 | 19,2 | 16,2 | 12,0 | 8,8  | ⌀ | 14    |
|                       |      |      |      |      |      |      |      |      |      |      |      |      |   |       |
| Niederschlag (mm)     | 68,0 | 58,0 | 39,0 | 18,0 | 9,5  | 1,7  | 0,0  | 0,6  | 1,7  | 19,0 | 42,0 | 86,0 | Σ | 343,5 |
|                       |      |      |      |      |      |      |      |      |      |      |      |      |   |       |
| Sonnenstunden (h/d)   | 6    | 7    | 8    | 9    | 11   | 12   | 13   | 12   | 11   | 9    | 8    | 6    | ⌀ | 9,3   |
|                       |      |      |      |      |      |      |      |      |      |      |      |      |   |       |
| Regentage (d)         | 10,6 | 9,5  | 8,1  | 4,0  | 2,1  | 0,6  | 0,1  | 0,0  | 0,2  | 3,2  | 5,3  | 9,9  | Σ | 53,6  |
|                       |      |      |      |      |      |      |      |      |      |      |      |      |   |       |
| Wassertemperatur (°C) | 17   | 17   | 18   | 20   | 21   | 24   | 26   | 27   | 26   | 24   | 21   | 19   | ⌀ | 21,7  |
|                       |      |      |      |      |      |      |      |      |      |      |      |      |   |       |
| Luftfeuchtigkeit (%)  | 78   | 76   | 69   | 64   | 57   | 52   | 54   | 56   | 56   | 61   | 71   | 74   | ⌀ | 63,9  |

| 7,2 |

| 7,0 |

| 8,2 |

| 11,4 |

| 15,2 |

| 19,0 |

| 21,6 |

| 21,6 |

| 19,2 |

| 16,2 |

| 12,0 |

| 8,8 |

| 7,2 |

| 7,0 |

| 8,2 |

| 11,4 |

| 15,2 |

| 19,0 |

| 21,6 |

| 21,6 |

| 19,2 |

| 16,2 |

| 12,0 |

| 8,8 |